# Зилант (станция метро)
Зилант — третья строящаяся станция первого пускового участка Второй линии Казанского метрополитена. Запланированная дата открытия — 2027 год. Первоначальное название «100-летие ТАССР» было присвоено согласно Постановлению Исполнительного комитета Казани № 3405 от 08 июня 2018 года, строительство началось в том же году. 17 июня 2022 года проект московского архитектурного бюро Rokot Studio выбрали для интерьера станции. Согласно эскизам, стены платформы здесь представили в виде круглых пластин из металлических листов с радужными переливами, напоминающими чешую змея Зиланта. Также в интерьере станции планируют использовать выступающие светящиеся кристаллы разных цветов. Станция будет построена на пересечении улицы Фучика с Ломжинской и Ноксинским спуском. 9 июня станции было официально присвоено название «Зилант».